# Пежо тип 190
Пежо тип 190 (фр. Peugeot Type 190) је аутомобил произведен између 1928. и 1931. године од стране француског произвођача аутомобила Пежо у њиховој фабрици у Сошоу. У том периоду је произведено 33.677 јединица.

## Историјат
Овај модел представљен је први пут на Париском мото шоу 1927. године, аутомобили су били доступни за продају 1928. године. Продаја типа 190 је покренута крајем 1928. године уз лагану продају Пежо 5CVа, бестселера из 1920. године, који је требало да га замени. Типа 190 је такође био мали аутомобил, али традиционалнији у односу на раније моделе. Каросерија је била доступан као торпеда и спајдер. Мотор 190е пренет је из Пежоовог модела 5CV, мали четвороцилиндрични, запремине 695 cm³, који је развијао 14 КС (10 KW) и максималном брзином од 60 километара на сат. Тип 190 је био прилично успешан и произведено је укупно више од 33.000 возила. Године 1929, почета је производња његовог наследника, Пежоа 201, иако је производња типа 190 трајала до 1931. године. Мотор је постављен напред са погоном на задње точкове (задња вуча).
Пежо тип 190 Ц је био један од последњих Пежоових модела са каросеријом о дрвене конструкције. Рађена је од буковог или јасеновог дрвета, ручно, традиционалним столарским алатом. Дрвена конструкција је обложена лимом, а поједини делови скајем методом Чарлса Вајмана и на тај начин смањена је маса и елеминисана непријатна шкрипа.
Произведене су две варијанте 190 С и 190 З. Међуосовинско растојање је 2268 мм, размак точкова 1042 мм и 1060 мм напред и позади, дужина између 3100 мм и 3700 мм, ширина 1300 мм и висине возила између 1620 и 1680 мм. Каросерја облика лимузина, кабриолет, торпедо и доставно возило са церадом могла је да прими две до четири особе.

## Прекид традиционалне номенклатуре
Типа 190 је тако названа јер је то био 190-ти различит модел који је дизајнирао и развио Пежо. Међутим, у то време мало купаца би знало за име модела, јер су и у компанији модели у властитим брошурама, једноставно названи 34 (Пежо тип 34) или 5ЦВ (Пежо 5 КС). Све се променило када је престала производња типа 190. Имена аутомобила након типа 190 означавана су са три цифре са нулом у средини, почевши са 201. Овај оригинални систем именовања је сваки нови модел обележавао узастопним редним бројем. Аутомобил 20х класе ће бити мањи од аутомобила 30х или 40х класе, а аутомобила исте класе ће се обично заменити следећим редним бројем (нпр. Пежо 201 је заменио Пежо 202).

## Галерија
- Пежо тип 190
- Пежо тип 190